# Portulacaria
Genre
Classification phylogénétique
Portulacaria est un genre de plantes à fleur. Il appartient à la famille des Portulacaceae selon la classification classique, ou à celle des Didiereaceae selon la classification phylogénétique.

## Liste des espèces
- Portulacaria afra Jacq.
- Portulacaria armiana E. J. Van Jaarsveld
- Portulacaria carrissoana. Anciennement Ceraria carrissoana Excell & Mendonca
- Portulacaria fruticulosa. Anciennement Ceraria fruticulosa Pearson & Stephens
- Portulacaria longipedunculata. Anciennement Ceraria longipedunculata Merxm & Podlech
- Portulacaria namaquensis. Anciennement Ceraria namaquensis Sond.
- Portulacaria pygmaea. Anciennement Ceraria pygmaea Pillans